# Monteagudo
Monteagudo – gmina w Hiszpanii, w Nawarze, o powierzchni 10,84 km². W 2011 roku gmina liczyła 1145 mieszkańców.